# Journal du dehors
Journal du dehors est un essai d'Annie Ernaux publié aux éditions Gallimard en 1993. Ce livre prend la forme d'un journal dans lequel l'autrice retranscrit des scènes de vies, dans les transports en commun ou dans les supermarchés, de 1985 à 1992. Dans la préface de l'édition de poche, Annie Ernaux présente elle-même son journal comme « une collection d’instantanés de la vie urbaine collective ».

## Résumé

### 1985
La première scène du journal se passe dans le parking de la gare R.E.R. du quartier des Linandes à Cergy. L'autrice décrit une femme sur une civière tenue par deux pompiers.
La suite de 1985 se consacre à la fois aux discussions entendues à bord du train entre Cergy et la Gare Saint-Lazare et aux comportements d'individus dans les magasins (la boucherie du village, le supermarché, Les 3 Fontaines...).

### 1986
Le premier fragment de 1986 est consacré à un homme surnommé "L'aveugle de la station Saint-Lazare". Il chante fort dans les couloirs du métro.
Cette année du journal est fortement marquée par les différences entre la société bourgeoise et le monde des précaires. Les fragments de scènes de vie permettent au lecteur de rencontrer des individus issus de milieux sociaux inconciliables : le peintre de la galerie de peinture Rue Mazarine dont les œuvres valent entre deux et trois millions, des femmes qui achètent des bijoux dans les couloirs du métro, une caissière qui a fait une erreur de prix, les enfants du conservatoire de musique, une esthéticienne, un homme qui s'exhibe dans les couloirs du métro.
L'autrice évoque également des lieux très différents du point de vue des groupes sociaux de leur population : les cortèges des syndicats et des grévistes de la S.N.C.F., la Tour Pleyel de Saint-Denis, le Collège de France, l'ancien palais du dictateur philippin devenu le Musée Marcos, le luxueux Beauvoir Hôtel près de Port Royal.

### 1987
L'année 1987 s'ouvre à Nanterre, dans le cours de madame A sur le mythe de Don Juan. Les autres textes se déroulent dans diverses enseignes de supermarché comme Leclerc ou Franprix.
Annie Ernaux se concentre également sur des enfants comme ceux qui jouent à l'avion place de Linandes, ceux que leurs parents laissaient mourir de faim et une petite fille avec des lunettes de soleil en forme de cœur, et sur des commerçantes (la buraliste, la coiffeuse, la vendeuse de la parfumerie).
Le dernier paragraphe de 1987 se passe la veille du Nouvel An, près des grands magasins du Boulevard Haussmann.

### 1988
C'est en 1988 qu'Annie Ernaux a pris pour la première fois le R.E.R. A à Cergy pour se rendre à Paris. 1988 marque un tournant de l'œuvre : la majorité des scènes dans les transports en commun se déroulent à présent dans cette ligne de R.E.R..

### 1989
La narratrice avoue ne connaître plus que les stations du R.E.R. A. Elle ne passe plus par le train à destination de Saint-Lazare pour se rendre à Paris. La très grande majorité des textes de 1989 se concentrent sur les individus croisés dans les transports en commun.

### 1990
Cette année comporte seulement trois courtes scènes : un couple achète sa viande pour la semaine, la description de la sortie du R.E.R. de Nanterre, la présentation d'une écrivaine par son éditeur.

### 1991
En 1991, Annie Ernaux décrit plusieurs lieux : la boutique de lingerie Sabbia Rosa de la Rue des Saints-Pères, La Sorbonne, la station Charles-de-Gaulle-Étoile, la sortie de la station Havre-Caumartin.

### 1992
Deux hommes sans abri entrent dans le R.E.R. à Châtelet Les Halles. L'un ouvre Libération et l'autre chante La Marseillaise. Ils sortent du train à la station de Sartrouville.

À la fin du journal, l'autrice évoque son rapport aux inconnus qu'elle croise dans son quotidien :
C'est donc au-dehors, dans les passagers du métro ou du R.E.R., les gens qui empruntent l'escalator des Galeries Lafayette et d'Auchan qu'est déposée mon existence passée. Dans des individus anonymes qui ne soupçonnent pas qu'ils détiennent une part de mon histoire, dans des visages, des corps, que je ne revois jamais. Sans doute suis-je moi-même, dans la foule des rues et des magasins, porteuse de la vie des autres.

## Analyse de l'œuvre

### Genèse
Le choc de son installation à Cergy en 1975 après avoir vécu à Annecy, donne à Annie Ernaux l'envie d’écrire un livre. Mais le Journal du dehors tel qu'on le lit aujourd'hui n'était pas destiné à être publié sous cette forme. Il est en réalité le résultat d'une longue réflexion littéraire et d'un rassemblement de fragments de manuscrits. Le journal est né de trois manuscrits. Nommé "Liasse", le premier est composé de différentes remarques sur la ville de Cergy. Le second est un projet romanesque intitulé "La ville nouvelle". Beaucoup plus volumineux que les deux précédent, le troisième est un ensemble d'écrits fragmentés et datés ; il est sans aucun doute celui qui se rapproche le plus de la forme publiée du Journal du dehors .

### Genre
Souvent perçu comme un journal intime, le Journal du dehors ne répond pourtant pas aux codes du genre malgré certaines caractéristiques apparentes comme les dates, les phrases simples, l'omniprésence du pronom personnel "je". L'autrice affirme même qu'il s'agit d'un anti-journal intime puisqu'il a pour but d'évoquer la vie collective avec une dimension universelle.
Selon certains spécialistes, le Journal du dehors incarnerait même un nouveau genre littéraire, qui brouillerait les limites de la littérature et de l'essai sociologique. Le nombre considérable d'analyses sociocritiques sur le journal d'Annie Ernaux démontre la place fondamentale du sociologique dans l'œuvre. Et parallèlement, la multiplicité de thèmes propres à la sociologie, notamment celle de Pierre Bourdieu, comme le rapport dominé-dominant et la reproduction de classes, est une preuve du lien indubitable entre la littérature et la sociologie dans le Journal du dehors.

### Style
Comme dans beaucoup d'autres de ses œuvres, les spécialistes parlent d'un "je transpersonnel", c'est-à-dire que ce pronom personnel ne renvoie pas uniquement à la voix narrative. Autrement dit, le lecteur peut facilement se reconnaître dans la façon dont l'autrice perçoit la vie collective. Pour Mariana Inescu, l'emploi de la première personne permet à l'autrice d'interroger la pluralité du sens de nos actes quotidiens et la condition des femmes et des plus précaires.